# Honcoš
Honcoš, ukrajinsky Гонцош, maďarsky Gancos, je část obce Berezovo, v Horinčovském jednotném územním společenství, v okrese Chust, v Zakarpatské oblasti Ukrajiny. Leží u řeky Rika, mezi níž a vsí je silnice P-21. V roce 2025 zde žilo 58 obyvatel.